# Neófito II de Constantinopla
Neófito II de Constantinopla (em grego: Νεόφυτος Βʹ) foi patriarca ecumênico de Constantinopla duas vezes, entre 1602 e 1603 e novamente entre 1607 e 1612.

## História
Neófito nasceu em Atenas e serviu como bispo metropolitano da cidade entre 1597 e 3 de abril de 1602, quando foi eleito patriarca no lugar de seu rival, o patriarca Mateus II. Seu mandato foi interrompido um ano depois, quando ele foi deposto em meio a acusações de envolvimento em vários escândalos. Neófito foi inicialmente exilado para a ilha de Rodes e depois para o Mosteiro de Santa Catarina na península do Sinai.
Em 15 de outubro de 1607, Neófito foi restaurado e permaneceu no posto por cinco anos. Durante este segundo patriarcado, ele cuidou de alinhar as práticas administrativas e o direito canônico da Igreja com as necessidades contemporâneas e tomou medidas para tentar encher novamente o tesouro patriarcal. Neófito também entrou em contato com potências ocidentais, incluindo o papa Paulo V e o rei Filipe III da Espanha, aos quais pediu que iniciassem uma nova cruzada para libertar os cristãos ortodoxos sob o jugo do Império Otomano, chegando até mesmo a fazer diversas concessões à doutrina da Igreja Católica, incluindo o reconhecimento da primazia papal. Esta política externa pró-ocidente criou muitos inimigos para Neófito, incluindo o poderoso Cirilo Lucaris, que conseguiu que ele fosse deposto em outubro de 1612. Originalmente condenado ao exílio em Rodes novamente, Neófito foi protegido por seu sucessor, o patriarca Timóteo II, que era seu protegido.